# Nettersheim
Nettersheim är en kommun och ort i Kreis Euskirchen i Regierungsbezirk Köln i förbundslandet Nordrhein-Westfalen i Tyskland. Öster om kommunen sträcker sig motorvägen A1. 